# Семеняк Михайло Сергійович
Михайло Сергійович Семеняк (26 грудня 1986, Миргород — 24 лютого 2022) — старший солдат, водій-електрик радіостанції взводу зв'язку роти зв'язку батальйону зв'язку та радіотехнічного забезпечення 831-тої бригади тактичної авіації Повітряних сил Збройних сил України, учасник російсько-української війни, відзначився у ході російського вторгнення в Україну.

## Життєпис
Михайло Семеняк народився 1986 року в Миргороді на Полтавщині. Навчався в Лубенському медичному училищі. У 2018 році брав участь в антитерористичній операції у Донецькій області. З лютого 2022 року проходив військову службу на посаді водія — електрика радіостанції взводу зв'язку роти зв'язку батальйону зв'язку та радіотехнічного забезпечення військової частини А1356 831-тої бригади тактичної авіації Повітряних сил Збройних сил України.
24 лютого 2022 року з початком повномасштабного російського вторгнення в Україну під час виходу військової техніки у складі колони з місця виконання бойового завдання на території Сумської області (м. Глухів) між селами Дубовичі та Бистрик Конотопського (до 2020 року — Кролевецького) району на Сумщині, автомобіль, в якому перебував Михайло Семеняк, влучив снаряд, випущений ворожою артилерією Росії. Разом з ним загинув на місці також лейтенант Владислав Ревенко.
Попрощалися з воїном 1 квітня 2022 року в Миргороді. У Михайла Семеняка залишилися дружина та 6-річний син.

## Нагороди
- медаль «Захиснику Вітчизни» (19 березня 2022, посмертно) — за особисту мужність і самовіддані дії, виявлені у захисті державного суверенітету та територіальної цілісності України, вірність військовій присязі[4].
- Відповідно до Указу Президента України від 05.08.2022 № 559/2022 нагороджений (посмертно) відзнакою «За оборону України»[5].
- Медаль Ветеран Війни (2018).
- Медаль за 10 років сумлінної служби.
- Почесний громадянин міста Миргород (посмертно)[6]
- у Миргородському ліцеї ім. Т. Г. Шевченка відкрито меморіальну дошку його честі[7]